# O Cachorrinho Samba
O Cachorrinho Samba é o título do livro escrito por Maria José Dupré, publicado originalmente no ano de 1949, e que conta a história de quando o cachorrinho Samba chega à casa dos seus donos: embora seja o quinto livro da série com o personagem canino, é o que narra seu ingresso no universo dos personagens da série.

## Enredo
Samba recebera este nome porque, assim que chegara em sua nova casa, começara a pular sobre a mesa onde foi colocado e, como naquele ano as rádios tocavam sobretudo samba, este parecera aos donos o nome apropriado.
O livro é dividido em vinte capítulos,como o pequeno cãozinho convive com o outro cão da casa, como se perde e, finalmente, retorna ao lar
Ao se perder de casa, Samba simboliza o que pode acontecer às crianças desobedientes, que não cumprem as orientações do mundo adulto.